# Elevation: Live From Boston
Elevation 2001: Live From Boston es un lanzamiento de un concierto en video del grupo de rock U2 del primer tramo norteamericano de su gira Elevation Tour 2001. Grabado el 5, 6, y 9 de junio de 2001 en el Fleet Center (actualmente TD Banknorth Garden) en su paso por Boston, Massachusetts, fue lanzado en DVD y en VHS más tarde en ese mismo año. Dirigido por Hamish Hamilton, el filme contiene tomas alternativas grabada con una minicámara instalada en las gafas de Bono, mostrando un único metraje de la banda dentro y fuera del escenario. 
El filme fue el primero de los dos lanzamientos en vídeo grabados en el tour, el segundo fue el filme de 2003 U2 Go Home: Live from Slane Castle. El DVD fue certificado como oro en México solo en importación (Región 1 de los Estados Unidos).
El primer disco contiene el metraje de concierto estándar, mientras que el segundo disco contiene alimentaciones alternativas de la cámara desde una pequeña grabadora en los lentes característicos del vocalista Bono, mostrando perspectivas únicas de la banda dentro y fuera del escenario. Se incluyeron varias características adicionales en ambos discos. Elevation 2001 recibió certificaciones en varias regiones, incluido México, donde se certificó el oro basado solo en importaciones, y los Estados Unidos, donde se convirtió en el video más vendido de la banda. El video vendió 700,000 copias a principios de 2002.

## Antecedentes y producción
U2 comenzó su gira de elevación de 2001 el 24 de marzo en el National Car Rental Center en Fort Lauderdale, Florida, con el concierto final celebrado en el American Airlines Arena de Miami el 2 de diciembre. La gira se dividió en tres etapas, dos en América del Norte y una en Europa, y también incluyó dos conciertos en Slane Castle, uno de los cuales fue documentado y lanzado en U2 Go Home: Live from Slane Castle, Irlanda.
También se incluyen dos "Huevos de Pascua" en el DVD, estas son las vistas de Bono Cam de "Until the End of the World" y "Elevation" del 9 de junio de 2001 en Boston. De hecho, todo el DVD / VHS, aunque etiquetado como del 6 de junio, en realidad es una mezcla de imágenes del 5 y 6 de junio, con imágenes adicionales de la cámara Bono del 9 de junio. Los conciertos fueron dirigidos por Hamish Hamilton y producidos por Ned O'Hanlon. Ambos han trabajado con U2 en varias otras ocasiones, incluidos los videos U2 Go Home y Vertigo 2005: Live from Chicago.
Elevation 2001: Live From Boston captura el regreso de la banda a tocar en lugares cerrados, lo que lo convierte en una experiencia más íntima. La banda había jugado en su mayoría grandes estadios al aire libre durante la década anterior en su Zoo TV y PopMart Tours.
Después de que la actuación de U2 se filmó en Boston para el lanzamiento del video, el productor Steve Lillywhite y el ingeniero John Harris (de Effanel Music) crearon mezclas estéreo y de sonido envolvente 5.1 del concierto. La banda no pudo estar físicamente presente para dar retroalimentación, ya que todavía estaban de gira, por lo que el guitarrista The Edge colaboró con Lillywhite y Harris de forma remota en las mezclas. Utilizando la tecnología proporcionada por Rocket Network, Edge utilizó una interfaz en Abbey Road Studios para acceder a las mezclas en servidores seguros y realizar ediciones en Pro Tools, que luego se compartieron con Lillywhite y Harris.

## Lanzamiento y promoción
Parte del concierto de U2 del 6 de junio en Boston fue transmitido por NBC durante el medio tiempo del Juego 1 de las Finales de la NBA de 2001; la red transmitió una presentación en vivo de "Where the Streets Have No Name", seguida de una presentación pregrabada de "Elevation" de antes.
El video fue lanzado en un conjunto de DVD de dos discos por un precio de lista de US $ 32.98 y en VHS por US $ 19.98. En Norteamérica, Interscope Records acordó darle al minorista Best Buy una ventana de exclusividad de dos semanas para vender el video a partir del 20 de noviembre de 2001, antes de ofrecerlo a otros minoristas el 4 de diciembre. Las fuentes dijeron a Billboard que la promoción fue propuesta a la banda por un consorcio de socios de medios compuesto por DirecTV, VH1, Clear Channel Communications y Best Buy, que acordaron comprometer US $ 10 millones para comercializar el video.
El acuerdo propuesto originalmente le habría dado a Best Buy los derechos exclusivos para vender el video, pero a Interscope le preocupaba cómo reaccionarían otros minoristas y negociaría una exclusividad reducida. El concierto fue transmitido en VH1 el 24 de noviembre y en DirecTV el 2 de diciembre.

## Recepción
Durante la primera semana del período de exclusividad de dos semanas de Best Buy para distribuir Elevation 2001, el video vendió 23 000 copias en el minorista. Para principios de 2002, el video había vendido 700 000 copias.

## Metraje
Elevation 2001: Live From Boston muestra el regreso del grupo a las actuaciones en espacios cerrados, creando una experiencia más intima. El grupo había tocado sobre todo, en grandes estadios abiertos a lo largo de la anterior década en sus giras Zoo TV y Popmart. El filme también muestra un escenario simple y austero, exenta de la elaborada tecnología de las giras anteriores.
En "Until The End Of The World", una canción acerca de una conversación entre Jesucristo y Judas Iscariote, Bono y The Edge interpretan los roles de dichas personas en el escenario en los momentos finales de la canción. En "Sunday Bloody Sunday" muestra a Bono versionando la conocida canción de Bob Marley, "Get Up, Stand Up" y "In A Little While" es presentada por Bono como la última canción que escucho Joey Ramone antes de su fallecimiento, diciendo que finalmente la convirtió en una canción sobre una resaca en una canción de góspel. Más tarde, Bono y Edge interpretan una versión acústica memorable de "Stay (Faraway, So Close!)". Unos momentos después, Bono recorre a través del escenario en forma de corazón varias veces durante la actuación de "Where The Streets Have No Name". Cuando el show parece cerrarse, el púbico es invitado a interpretar versiones de "Bullet The Blue Sky" (reinterpetada por el grupo como una diatriba en el control de la pistola y el asesinato de John Lennon) y de "The Fly".

## Lista de canciones
1. Elevation
2. Beautiful Day
3. Until the End of the World
4. Stuck in a Moment You Can't Get out of
5. Kite
6. Gone
7. New York
8. I Will Follow
9. Sunday Bloody Sunday
10. In A Little While
11. Desire
12. Stay (Faraway, So Close!)
13. Bad / 40
14. Where the Streets Have No Name
15. Bullet the Blue Sky
16. With or Without You
17. The Fly
18. Wake Up Dead Man
19. Walk On

## Extras
- Disco 1:
  - The Making of the Filming of "Elevation 2001: Live from Boston"
- Disco 2:
  - Another Perspective - Concierto con ángulos alternativos: Camárá de fan, Cámara de director
  - Road Movie - Metraje cronometrado de un día en la carretera
  - Pistas adicionales
    - "Beautiful Day" en vivo desde Dublín, septiembre de 2000
    - "Elevation" en vivo desde Miami, detalle del primer concierto, marzo de 2001
    - "Stuck in a Moment You Can't Get Out Of" en vivo desde Hanover, Dublín y Francia, julio de 2001

  - Trailers
    - Zoo TV: Live from Sydney
    - PopMart: Live from Mexico City

## Personal
- Bono - voz principal; guitarra eléctrica en "Gone", "I Will Follow" y "Walk On"; guitarra acústica en "Kite"; sacudidor en "Stuck in a Moment You Can't Get Out Of", armónica en "Desire"
- The Edge - segunda voz; guitarra eléctrica; guitarra acústica en "Stay (Faraway, So Close!)"
- Adam Clayton - bajo eléctrico, excepto en "Stay (Faraway, So Close!)"
- Larry Mullen Jr. - batería, excepto en "Stay (Faraway, So Close!)"